# Лютомская, Инна Львовна
И́нна Льво́вна Люто́мская (род. 21 октября 1925, Москва, СССР) — советский архитектор, специалист по проектированию жилых и общественных зданий.

## Биография
Инна Львовна Лютомская родилась в Москве 21 октября 1925 года. Окончила Московский архитектурный институт (МАРХИ) в 1950.
В 1950-1952 годах работала в Северодонецке на строительстве Лисичанского химического комбината. С 1953 года работала в институте «Моспроект». С 1959 по 1990 год работала в МНИИТЭПе. Занималась разработкой типовых проектов торговых центров и отдельно стоящих блоков обслуживания населения.
Профессионально занималась живописью. Принимала участие в художественных выставках.
Член Союза архитекторов СССР с 1988 года. Заслуженный архитектор Российской Федерации (1993).

## Избранные проекты и постройки
В Москве:
- Бассейн в Лужниках (1956, соавтор)[1][3]
- Квартал № 10 Новых Черёмушек (в составе коллектива)[1]
- Магазин «Людмила»[1]
- Крупнопанельный жилой дом с магазином «Гастроном» по Сыромятнической улице[1]
- Комплекс магазинов «Польская мода»[1]
- Экспериментальный жилой дом на проспекте Вернадского[1]
- Жилой дом по улице Лобачевского[1]
- Универсальный магазин в Тропарёве[1]
- Планировка и застройка квартала 45 в Тропарёве[1]
- Комплекс жилых домов на Нагатинской набережной (соавтор)[1]
- Архитектурное оформление городских скульптур на Юго-Западе Москвы (1980)[4]
- Бытовой и оздоровительный комплекс завода «Прокатдеталь»[1]
- Комплекс жилых домов в Орехове-Борисове[1]

За пределами Москвы:
- Дворец культуры и науки в Варшаве (1953—1954, в составе коллектива)[1][3]